# Comuna Jagodnjak, Osijek-Baranja
Jagodnjak (sârbă Јагодњак) este o comună în cantonul Osijek-Baranja, Croația, având o populație de 2.023 de locuitori (2011).

## Demografie
Componența etnică a comunei Jagodnjak
     Sârbi (65,89%)
     Croați (19,33%)
     Romi (7,61%)
     Maghiari (3,02%)
     Necunoscut (2,62%)
     Neclasificat (1,38%)
Componența confesională a comunei Jagodnjak
     Ortodocși (71,58%)
     Catolici (23,73%)
     Necunoscută (2,92%)
     Alte religii (1,78%)
Conform recensământului din 2011, comuna Jagodnjak avea 2.023 de locuitori. Din punct de vedere etnic, majoritatea locuitorilor (65,89%) erau sârbi, existând și minorități de croați (19,33%), romi (7,61%) și maghiari (3,02%). Apartenența etnică nu este cunoscută în cazul a 2,62% din locuitori. Din punct de vedere confesional, majoritatea locuitorilor (71,58%) erau ortodocși, cu o minoritate de catolici (23,73%). Pentru 2,92% din locuitori nu este cunoscută apartenența confesională.